# Веймарн, Александр Густавович фон
Алекса́ндр Гу́ставович фон Ве́ймарн (нем. Alexander Adolf von Weymarn; 21 сентября 1810, Ханко, Нюландско-Тавастгусская губерния — 26 июня 1897, Руоколахти, Выборгская губерния) — военнослужащий российского императорского флота, вице-адмирал (1870), кавалер ордена Святого Георгия IV класса (1854).

## Биография
Родился 21 сентября 1810 года в общине Брумарв на полуострове Гангут в Великом княжестве Финляндском. Принадлежал к дворянскому роду фон Веймарнов, лютеранин.
19 февраля 1822 года поступил на учебу в Морской кадетский корпус в Санкт-Петербурге. Успешно окончив 4 класса, был произведен в гардемарины, и в 1827 году участвовал в учебном плавании на линейном корабле «Азов» из Кронштадта в Портсмут. Вернулся в Кронштадт на линейном корабле «Царь Константин». Летом 1828 года направлен на службу на линейный корабль «Владимир».
Окончив Морской кадетский корпус, 1 апреля 1829 года получил производство в мичманы и назначение в Императорский Черноморский флот России. В том же году линейный корабль «Чесма», где служил Александр, выходил в крейсерство к проливу Босфор.
В 1830 году Александр плавал на линейном корабле «Пимен», участвовавшем в транспортировке русских войск из портов Румелии (Болгария) в русские гавани. В начале осени 1830 года был переведён на службу на Балтийский флот. 11 сентября 1830 года был назначен командиром 8-й роты 1-го флотского экипажа.
C 1831 по 1834 год проходил службу на линейном корабле «Арсис», корвете «Наварин», люгере «Ораниенбаум», фрегате «Екатерина» и линейных кораблях «Император Александр I» и «Березино».
В начале марта был назначен командиром 2-й роты 1-го флотского экипажа. В 1835 году на фрегате «Екатерина» участвовал в перевозке войск из Кронштадта в Данциг (Гданьск) и обратно. Летом 1836 года служит на бриге «Усердие», выполняя обязанности командира артиллерийского катера на рейде Выборга.
21 мая 1838 года переведён в 12-й флотский экипаж, а летом 1839 года был в плаваньях на линейном корабле «Азов». 30 июля 1840 года был переведён в Гвардейский флотский экипаж. Тем же летом был в плаваньях на императорской яхте «Дружба», курсировавшей между Санкт-Петербургом и Кронштадтом, а на следующий год на корвете «Князь Пожарский» из Кронштадта в Нидерланды и обратно.
С 1842 по 1845 год служил в Балтийском море на корвете «Князь Пожарский» и линейном корабле «Россия».
Весной 1846 года был назначен капитаном парохода «Александрия», курсировавшем по маршруту Санкт-Петербург — Кронштадт — Петергоф. 5 августа 1849 года назначен начальником гавани Петергофа.
Во время Крымской войны в 1854 году командовал колесным пароходофрегатом «Олаф», защищавшего форт Свеаборг, а на следующий год выполнял ту же функцию на рейде Кронштадта. По окончании военных действий, летом 1856 года совершил на «Олафе» переход из Кронштадта в Средиземное море. На обратном пути на борту корабля совершила путешествие императрица Александра Федоровна. После успешного завершения плавания был произведён в капитаны 1-го ранга. Летом 1859 года на том же корабле вторично совершил плавание в Средиземное море.
1 января 1865 года был произведён в контр-адмиралы и переведён во Флотский резерв. 24 января 1870 года был уволен со службы в чине вице-адмирала.
После перевода в резерв, приобрёл усадьбу Раутио близ Руоколакса, где прожил остаток своей жизни. Скончался 26 июня 1897 года и был погребён на центральном лютеранском кладбище в Руоколаксе вместе с супругой и дочерью Марией (1848—1898).

## Чины
- гардемарин (1826)
- мичман (1.04.1829)
- лейтенант (4.5.1834)
- капитан-лейтенант (14.5.1845)
- капитан 2-го ранга (18.12.1849)
- капитан 1-го ранга (7.9.1856)
- контр-адмирал (с 01.01.1865)
- вице-адмирал (с 12.01.1870)[2]

## Награды
- Орден Святого Станислава IV степени (1843)
- Орден Святой Анны III степени (1848)
- Орден Святого Георгия IV степени (№ 9388; 26 ноября 1854 за «выслугу 25 лет в офицерских чинах»[3])
- Медаль «В память войны 1853—1856» из светлой бронзы на Аннинской ленте (1856)
- Орден Святого Станислава II степени (1857)
- Орден Святых Маврикия и Лазаря (1857, кавалер-офицер)
- Орден Красного орла II степени (1857)
- Орден Церингенского льва II степени (1857)
- Орден Фридриха I степени (1857)
- Орден Святого Владимира IV степени (1860)

## Семья
- Отец — Густав Фридерик фон Веймарн (1773, Дагё — 14.01.1848, Кронштадт) подпоручик в отставке, коллежский секретарь.
- Мать — Ева Кристина Лагус (21.10.1785, Семинге[англ.] — 7.8.1842, Выборг).
- Жена — Вильгельмина Роос (5.11.1817, Якобстад — 9.2.1876, Руоколакс).
  - Сын — Пётр (09.08.1843 — 9.02.1893, Баку) был женат на Надежде Михельсон (1860—1924), дочери педагога Морица Михельсона.
    - Внук — Павел (14.05.1882, Гельсингфорс — август 1975, Британская Колумбия)